# Pano Qirko
Pano Qirko (Valona, 26 giugno 1999) è un calciatore albanese, portiere del Partizani Tirana.

## Carriera

### Club
Il 18 agosto 2021 viene acquistato a titolo definitivo dalla squadra albanese del Teuta.

### Nazionale
Ha giocato nelle nazionali giovanili albanesi Under-16 ed Under-19.

## Statistiche

### Presenze e reti nei club
Statistiche aggiornate al 10 luglio 2025.
| Stagione                 | Squadra                  | Campionato               | Campionato | Campionato | Coppe nazionali | Coppe nazionali | Coppe nazionali | Coppe continentali | Coppe continentali | Coppe continentali | Altre coppe | Altre coppe | Altre coppe | Totale | Totale |
| Stagione                 | Squadra                  | Comp                     | Pres       | Reti       | Comp            | Pres            | Reti            | Comp               | Pres               | Reti               | Comp        | Pres        | Reti        | Pres   | Reti   |
| ------------------------ | ------------------------ | ------------------------ | ---------- | ---------- | --------------- | --------------- | --------------- | ------------------ | ------------------ | ------------------ | ----------- | ----------- | ----------- | ------ | ------ |
| 2016-2017                | Flamurtari Valona        | KS                       | 0          | 0          | CA              | 1               | 0               | -                  | -                  | -                  | -           | -           | -           | 1      | 0      |
| 2017-2018                | Flamurtari Valona        | KS                       | 3          | -5         | CA              | 1               | 0               | -                  | -                  | -                  | -           | -           | -           | 4      | -5     |
| 2018-2019                | Flamurtari Valona        | KS                       | 2          | -3         | CA              | 1               | 0               | -                  | -                  | -                  | -           | -           | -           | 3      | -3     |
| Totale Flamurtari Valona | Totale Flamurtari Valona | Totale Flamurtari Valona | 5          | -8         |                 | 3               | 0               |                    | -                  | -                  |             | -           | -           | 8      | -8     |
| 2019-2020                | Tirana                   | KS                       | 0          | 0          | CA              | 1               | -1              | -                  | -                  | -                  | -           | -           | -           | 1      | -1     |
| 2020-2021                | Bylis Ballsh             | KS                       | 35         | -47        | CA              | 1               | -2              | -                  | -                  | -                  | -           | -           | -           | 36     | -49    |
| 2021-2022                | Teuta                    | KS                       | 32         | -41        | CA              | 4               | -3              | UCL+UECL           | -                  | -                  | SA          | 1           | 0           | 37     | -44    |
| 2022-2023                | Teuta                    | KS                       | 34         | -34        | CA              | 7               | -6              | -                  | -                  | -                  | -           | -           | -           | 41     | -40    |
| Totale Teuta             | Totale Teuta             | Totale Teuta             | 66         | -75        |                 | 11              | -9              |                    | -                  | -                  |             | 1           | 0           | 78     | -84    |
| 2023-2024                | Partizani Tirana         | KS                       | 23+2       | -16 + -1   | CA              | 2               | -1              | UCL+UECL           | 2+6                | -3 + -4            | SA          | 1           | 0           | 36     | -25    |
| 2024-2025                | Partizani Tirana         | KS                       | 34+1       | -30 + 0    | CA              | 3               | -3              | UECL               | 4                  | -4                 | -           | -           | -           | 42     | -37    |
| 2025-2026                | Partizani Tirana         | KS                       | 0          | 0          | CA              | 0               | 0               | UECL               | 1                  | -1                 | -           | -           | -           | 1      | -1     |
| Totale Partizani Tirana  | Totale Partizani Tirana  | Totale Partizani Tirana  | 57+3       | -46 + -1   |                 | 5               | -4              |                    | 13                 | -12                |             | 1           | 0           | 79     | -63    |
| Totale carriera          | Totale carriera          | Totale carriera          | 163+3      | -176 + -1  |                 | 21              | -16             |                    | 13                 | -12                |             | 2           | 0           | 202    | -205   |

## Palmarès

### Club

#### Competizioni nazionali
- Campionato albanese: 1

Tirana: 2019-2020
- Supercoppa d'Albania: 2

Teuta: 2021
Partizani Tirana: 2023